# سومین جشنواره فیلم یوکوهاما
سومین جشنوارهٔ فیلم یوکوهاما (به ژاپنی: 第1回ヨコハマ映画祭) سومین دورهٔ جشنواره فیلم یوکوهاما است که در تاریخ ۷ فوریه ۱۹۸۲ میلادی در شهر یوکوهاما، استان کاناگاوا کشور ژاپن برگزار شد.

## جوایز
- بهترین فیلم: No yohna mono[۲]
- بهترین بازیگر جدید مرد: Bang-ho Cho – Gaki teikoku, Akutare sensō
- بهترین بازیگر نقش اول مرد: توشییوکی ناگاشیما – Enrai
- بهترین بازیگر نقش اول زن: مایکو کازاما – Woman Who Exposes Herself
- بهترین بازیگر جدید زن:
  - یوکی نیناگاوا –  Kurutta kajitsu 
  - Yoshiko Oshimi – Yarareta onna
- بهترین بازیگر نقش مکمل مرد: رنجی ایشیباشی – Kemono-tachi no atsui nemuri
- بهترین بازیگر نقش مکمل زن: یوکو تاناکا – Eijanaika, Hokusai manga
- بهترین کارگردان: Enrai- کیچیتارو نگیشی,  Kurutta kajitsu
- بهترین کارگردان جدید: یوشی‌میتسو موریتا – No yohna mono
- بهترین فیلمنامه: هاروهیکو آرای – Enrai
- بهترین فیلمبرداری: Shohei Ando – Enrai, Muddy River
- بهترین فیلم مستقل: Afternoon Breezes
- جایزهٔ ویژه: کن تاکاکورا (Career)